# 2013 год в боксе
2013 год в боксе.

## Любительский бокс
- 11 мая на чемпионате всемирной серии бокса, команда  «Астана Арланс» победила 6:5 украинскую команду,  «Украинские Атаманы» и взяла золото третьего сезона чемпионата[1].

### Чемпионат Европы
40-й чемпионат Европы по боксу 2013 года прошёл в Минске, Беларусь с 30 мая по 9 июня. В качестве организаторов чемпионата выступили Европейская конфедерация бокса (ЕКБ) и Белорусская федерация бокса. На чемпионат приехали 208 спортсменов из 37 стран.
| Дисциплина  | Золото                            | Серебро                     | Бронза                       |
| до 49 кг    | Давид Айрапетян Россия            | Пэдди Барнс Ирландия        | Джек Бейтсон Англия          |
| до 49 кг    | Давид Айрапетян Россия            | Пэдди Барнс Ирландия        | Салман Ализаде Азербайджан   |
| до 52 кг    | Эндрю Селби Уэльс                 | Майкл Конлан Ирландия       | Эльвин Мамишзаде Азербайджан |
| до 52 кг    | Эндрю Селби Уэльс                 | Майкл Конлан Ирландия       | Овик Оганнисян Россия        |
| до 56 кг    | Джон Невин Ирландия               | Николай Буценко Украина     | Владимир Никитин Россия      |
| до 56 кг    | Джон Невин Ирландия               | Николай Буценко Украина     | Арам Авагян Армения          |
| до 60 кг    | Павел Ищенко Украина              | Вазген Сафарянц Беларусь    | Дмитрий Полянский Россия     |
| до 60 кг    | Павел Ищенко Украина              | Вазген Сафарянц Беларусь    | Миклош Варга Венгрия         |
| до 64 кг    | Армен Закарян Россия              | Дмитрий Галагоц Молдова     | Абдель-Малик Ладжали Франция |
| до 64 кг    | Армен Закарян Россия              | Дмитрий Галагоц Молдова     | Артём Арутюнян Германия      |
| до 69 кг    | Александр Беспутин Россия         | Араик Марутян Германия      | Богдан Шелестюк Украина      |
| до 69 кг    | Александр Беспутин Россия         | Араик Марутян Германия      | Павел Костромин Беларусь     |
| до 75 кг    | Джейсон Куигли Ирландия           | Богдан Журатони Румыния     | Евгений Хитров Украина       |
| до 75 кг    | Джейсон Куигли Ирландия           | Богдан Журатони Румыния     | Золтан Харча Венгрия         |
| до 81 кг    | Никита Иванов Россия              | Петер Мюлленберг Нидерланды | Сергей Новиков Беларусь      |
| до 81 кг    | Никита Иванов Россия              | Петер Мюлленберг Нидерланды | Пётр Чобану Молдова          |
| до 91 кг    | Алексей Егоров Россия             | Теймур Мамедов Азербайджан  | Эмир Ахматович Германия      |
| до 91 кг    | Алексей Егоров Россия             | Теймур Мамедов Азербайджан  | Денис Пояцика Украина        |
| свыше 91 кг | Магомедрасул Меджидов Азербайджан | Сергей Кузьмин Россия       | Виктор Зуев Беларусь         |
| свыше 91 кг | Магомедрасул Меджидов Азербайджан | Сергей Кузьмин Россия       | Джозеф Джойс Англия          |

### Летняя Универсиада
- С 5 по 10 июля прошли соревнования Универсиады в Казани. Впервые на этом чемпионате был представлен бокс.

| Категория   | Золото                   | Серебро                     | Бронза                      |
| До 49 кг    | Хасанбоу Дусматов (UZB)  | Ким Ин Гю (KOR)             | Ган-Эрдене Ганхуяг (MGL)    |
| До 49 кг    | Хасанбоу Дусматов (UZB)  | Ким Ин Гю (KOR)             | Ержан Жомарт (KAZ)          |
| До 52 кг    | Энхделгер Хархуу (MGL)   | Миша Алоян (RUS)            | Жасурбек Латипов (UZB)      |
| До 52 кг    | Энхделгер Хархуу (MGL)   | Миша Алоян (RUS)            | Александр Рышкан (MDA)      |
| До 56 кг    | Сергей Водопьянов (RUS)  | Рустам Рустамов (KAZ)       | Идерхуу Энхжаргал (MGL)     |
| До 56 кг    | Сергей Водопьянов (RUS)  | Рустам Рустамов (KAZ)       | Генрих Мокоян (ARM)         |
| До 60 кг    | Адлан Абдурашидов (RUS)  | Фазлиддин Гаибназаров (UZB) | Отгондалай Доржнямбуу (MGL) |
| До 60 кг    | Адлан Абдурашидов (RUS)  | Фазлиддин Гаибназаров (UZB) | Ли Сан Мин (KOR)            |
| До 64 кг    | Раджаб Бутаев (RUS)      | Артур Кираджян (ARM)        | Дмитрий Галагот (MDA)       |
| До 64 кг    | Раджаб Бутаев (RUS)      | Артур Кираджян (ARM)        | Денис Беринчик (UKR)        |
| До 69 кг    | Андрей Замковой (RUS)    | Хуршидбек Норматов (UZB)    | Тувшинбат Бямбын (MGL)      |
| До 69 кг    | Андрей Замковой (RUS)    | Хуршидбек Норматов (UZB)    | Онур Сипал (TUR)            |
| До 75 кг    | Дмитрий Митрофанов (UKR) | Азизбек Абдугофуров (UZB)   | Шинебаяр Нармандах (MGL)    |
| До 75 кг    | Дмитрий Митрофанов (UKR) | Азизбек Абдугофуров (UZB)   | Нурдаулет Жарманов (KAZ)    |
| До 81 кг    | Александр Гвоздик (UKR)  | Дмитрий Бивол (RUS)         | Элшод Расулов (UZB)         |
| До 81 кг    | Александр Гвоздик (UKR)  | Дмитрий Бивол (RUS)         | Михаил Довголевец (BLR)     |
| До 91 кг    | Евгений Тищенко (RUS)    | Рустам Тулаганов (UZB)      | Дилан Брежон (FRA)          |
| До 91 кг    | Евгений Тищенко (RUS)    | Рустам Тулаганов (UZB)      | Тадас Тамасаускас (LTU)     |
| Свыше 91 кг | Магомед Омаров (RUS)     | Жан Кособуцкий (KAZ)        | Мирзохиджон Абдуллаев (UZB) |
| Свыше 91 кг | Магомед Омаров (RUS)     | Жан Кособуцкий (KAZ)        | Ян Судзиловский (BLR)       |

### Чемпионат мира
17-й Чемпионат мира по боксу прошёл в Алматы, Казахстан, в октябре 2013 года.
| Весовая категория | Золото                            | Серебро                        | Бронза                            |
| ----------------- | --------------------------------- | ------------------------------ | --------------------------------- |
| до 49 кг          | Биржан Жакыпов Казахстан          | Мохаммед Флисси Алжир          | Йосвани Вейтия Куба               |
| до 49 кг          | Биржан Жакыпов Казахстан          | Мохаммед Флисси Алжир          | Давид Родригес Коста-Рика         |
| до 52 кг          | Миша Алоян Россия                 | Жасурбек Латипов Узбекистан    | Эндрю Селби Уэльс                 |
| до 52 кг          | Миша Алоян Россия                 | Жасурбек Латипов Узбекистан    | Чатчай Батди Таиланд              |
| до 56 кг          | Джавид Челебиев Азербайджан       | Владимир Никитин Россия        | Кайрат Ералиев Казахстан          |
| до 56 кг          | Джавид Челебиев Азербайджан       | Владимир Никитин Россия        | Николай Буценко Украина           |
| до 60 кг          | Ласаро Альварес Куба              | Робсон Консейсан Бразилия      | Доменико Валентино Италия         |
| до 60 кг          | Ласаро Альварес Куба              | Робсон Консейсан Бразилия      | Берик Абдрахманов Казахстан       |
| до 64 кг          | Мерей Акшалов Казахстан           | Ясниэль Толедо Куба            | Эвертон Лопес Бразилия            |
| до 64 кг          | Мерей Акшалов Казахстан           | Ясниэль Толедо Куба            | Уранчимэгийн Монх-Эрдэнэ Монголия |
| до 69 кг          | Данияр Елеусинов Казахстан        | Ариснойдис Деспейн Куба        | Араик Марутян Германия            |
| до 69 кг          | Данияр Елеусинов Казахстан        | Ариснойдис Деспейн Куба        | Габриэль Маэстре Венесуэла        |
| до 75 кг          | Жанибек Алимханулы Казахстан      | Джейсон Квигли Ирландия        | Энтони Фаулер Англия              |
| до 75 кг          | Жанибек Алимханулы Казахстан      | Джейсон Квигли Ирландия        | Артём Чеботарёв Россия            |
| до 81 кг          | Хулио Сесар ла Крус Куба          | Адильбек Ниязымбетов Казахстан | Ойбек Мамазулунов Узбекистан      |
| до 81 кг          | Хулио Сесар ла Крус Куба          | Адильбек Ниязымбетов Казахстан | Джо Уорд Ирландия                 |
| до 91 кг          | Клементе Руссо Италия             | Евгений Тищенко Россия         | Теймур Мамедов Азербайджан        |
| до 91 кг          | Клементе Руссо Италия             | Евгений Тищенко Россия         | Ямиль Перальта Аргентина          |
| свыше 91 кг       | Магомедрасул Меджидов Азербайджан | Иван Дычко Казахстан           | Роберто Каммарелле Италия         |
| свыше 91 кг       | Магомедрасул Меджидов Азербайджан | Иван Дычко Казахстан           | Эрик Пфайфер Германия             |

## Профессиональный бокс

### Тяжёлый вес
- 23 февраля  Тони Томпсон сенсационно нокаутировал TKO2 в рейтинговом бою непобеждённого проспекта,  Дэвида Прайса.
- 23 февраля  Одли Харрисон выиграл в престижном международном турнире Prizefighter.
- 4 мая чемпион IBF, IBO, WBO, WBA Super и The Ring  Владимир Кличко защитил титулы TKO6 в бою с  Франческо Пьянетой.
- 17 мая  Александр Поветкин защитил TKO3 титул регулярного чемпиона WBA в бою с  Анджеем Вавжиком.
- 6 июля  Тони Томпсон нокаутировал второй раз за год TKO5 в бою реванше  Дэвида Прайса.
- 5 октября чемпион IBF, IBO, WBO, WBA Super и The Ring  Владимир Кличко защитил титулы UD в бою с регулярным чемпионом мира по версии WBA  Александром Поветкиным.

### Первый тяжёлый вес
- 17 мая  Гильермо Джонс сенсационно победил KO11  Дениса Лебедева, и вернул себе титул чемпиона мира по версии WBA.
- 8 июня  Марко Хук победил MD в третьем поединке  Ола Афолаби, и отстоял титул чемпиона мира по версии WBO
- 21 июня  Кшиштоф Влодарчик защитил TKO8 титул чемпиона мира по версии WBC, в бою с непобеждённым  Рахимом Чахкиевым.

### Полутяжёлый вес
- 9 марта  Бернард Хопкинс победил UD  Тэвориса Клауда, и стал новым чемпионом мира по версии IBF. С этим поединком Хопкинс побил возрастной рекорд. став чемпионом мира в возрасте 48 лет и почти 2 месяцев.
- 20 апреля  Натан Клеверли победил UD  Робина Красничи и защитил титул чемпиона мира по версии WBO.
- 8 июня  Адонис Стивенсон нокаутировал TKO1  Чэда Доусона, и стал новым чемпионом мира по версиям WBC и The Ring.
- 17 августа  Сергей Ковалёв нокаутировал TKO4  Натана Клеверли, и стал новым чемпионом мира по версии WBO.
- 28 сентября  Адонис Стивенсон победил RTD 7  Тэвориса Клауда и защитил чемпионский титул WBC.
- 26 октября  Бернард Хопкинс победил UD  Каро Мурата и защитил титул чемпиона мира по версии IBF.
- 14 декабря  Юрген Бремер победил UD Маркуса Оливейра[англ.] и завоевал вакантный титул регулярного чемпиона мира по версии WBA.

### Второй средний вес
- 23 марта  Роберт Штиглиц нокаутировал TKO4 в реванше  Артура Абрахама, и снова завоевал титул чемпиона мира по версии WBO.
- 25 мая чемпион мира по версии IBF,  Карл Фроч в объединительном бою победил UD чемпиона мира по версии WBA Super,  Миккеля Кесслера, и взял реванш за поражение в первой схватке[3].
- 22 июня  Сакио Бика победил MD  Марко Антонио Перибана, и завоевал вакантный титул чемпиона мира по версии WBC.
- 13 июля  Роберт Штиглиц нокаутировал TKO10  Иозу Киуто и защитил титул чемпиона мира по версии WBO.
- 19 октября  Роберт Штиглиц победил MD  Айзека Экпо и защитил титул чемпиона мира по версии WBO.
- 23 ноября  Карл Фроч победил  Джорджа Грувса TKO9 и защитил титулы чемпиона мира по версиям WBA Super и IBF.
- 7 декабря  Сакио Бика свёл вничью SD защиту титула WBC в бою с  Энтони Дирреллом.

### Средний вес
- 19 января  Геннадий Головкин защитил TKO7 титулы WBA и IBO в бою с  Габриэлем Росадо.
- 30 января  Дэниэл Гил победил UD  Энтони Мандайна и защитил титул чемпиона мира по версии IBF.
- 30 марта  Геннадий Головкин защитил KO3 титулы WBA и IBO в бою с  Нобухиро Ишида.
- 27 апреля  Серхио Мартинес победил UD  Мартина Мюррея и защитил титулы чемпиона мира по версиям WBC и The Ring.
- 27 апреля  Питер Куиллин защитил TKO7 титул WBO в бою с  Фернандо Герреро.
- 29 июня  Геннадий Головкин защитил KO3 титулы WBA и IBO в бою с  Мэттью Макклином.
- 17 августа  Даррен Баркер победил SD  Дэниэля Гила, и стал новым чемпионом мира по версии IBF.
- 26 октября  Питер Куиллин нокаутировал TKO10  Габриэля Росадо и защитил титул WBO.
- 2 ноября  Геннадий Головкин защитил RTD8 титулы WBA и IBO в бою с  Кёртисом Стивенсом.

### Первый средний вес
- 23 февраля  Ише Смит победил SD  Корнелиуса Бандрейджа, и стал новым чемпионом мира по версии IBF.
- 20 апреля чемпион мира WBC  Сауль Альварес в объединительном бою победил UD чемпиона WBA  Остина Траута и так же завоевал вакантный титул чемпиона мира по версии The Ring.
- 14 сентября  Карлос Молина победил SD  Ише Смита, и стал новым чемпионом мира по версии IBF.
- 14 сентября  Флойд Мэйвезер в промежуточном весе (152 фунта) победил MD  Сауля Альвареса и стал новым чемпионом мира по версиям WBC, WBA и The Ring.

### Полусредний вес
- 16 марта чемпион мира по версии WBO  Тимоти Брэдли в тяжёлом бою победил UD  Руслана Проводникова и сохранил титул чемпиона мира.
- 4 мая чемпиона мира по версии WBC,  Флойд Мэйвезер победил UD временного чемпиона мира по версии WBC,  Роберта Герреро, и так же завоевал вакантный титул чемпиона мира по версии The Ring.
- 18 мая чемпион мира по версии IBF,  Девон Александер победил RTD7  Ли Пурди.
- 22 июня  Эдриэн Бронер завоевал SD титул WBA в бою с  Полом Малиньяджи.
- 27 июля  Кит Турман завоевал KO10 временный титул WBA в бою с  Диего Чавесом.
- 12 октября чемпион мира по версии WBO  Тимоти Брэдли победил SD  Хуана Мануэля Маркеса и сохранил титул чемпиона мира.
- 14 декабря  Кит Турман защитил временный титул WBA в бою с  Хесусом Сото Карассом.
- 14 декабря  Маркос Майдана завоевал UD титул WBA в бою с  Эдриэном Бронером.

### Первый полусредний вес
- 22 февраля  Ломонт Питерсон победил TKO8  Кендалла Холта, и защитил титул чемпиона мира по версии IBF.
- 30 марта  Майк Альварадо победил  Брендона Риоса в бою за титул временного чемпиона мира по версии WBO.
- 27 апреля  Дэнни Гарсия защитил UD титулы WBA super и WBC в бою с  Забом Джудой.
- 18 мая временный чемпион WBC,  Лукас Мартин Митиссе нокаутировал TKO3 чемпиона мира по версии IBF,  Ламонта Питерсона. Бой проходил в промежуточной весовой категории (141 фунтов), и титул Питерсона на кону не стоял[4].
- 13 июля  Хабиб Аллахвердиев победил TKO11  Сулеймана Мбайе и защитил свой титул WBA.
- 14 сентября  Дэнни Гарсия защитил UD титулы WBA super и WBC в бою с  Лукасом Мартином Матиссе.
- 19 октября  Руслан Проводников победил RTD10  Майка Альварадо и завоевал титул чемпиона мира по версии WBO.

### Лёгкий вес
- 18 февраля  Эдриэн Бронер защитил TKO5 титул WBC в бою с  Гэвином Ризом.
- 2 марта временный чемпион WBA,  Ричард Абриль победил UD  Шарифа Бугире, и завоевал титул полноценного чемпиона мира по версии WBA.
- 11 мая  Рикки Бернс защитил RTD9 титул WBO в бою с  Хосе Гонсалесом.
- 7 сентября  Рикки Бернс, сведя вничью бой с  Раймундо Бельтраном, сохранил титул чемпиона мира по версии WBO.

### Второй полулёгкий (первый лёгкий) вес
- 19 января  Роман Мартинес свёл вничью SD защиту титула WBO в бою с  Хуаном Карлосом Бургосом.
- 9 марта  Архенис Мендес взял реванш нокаутом KO4 над  Хуаном Карлосом Сальгадо, и стал новым чемпионом мира по версии IBF.
- 6 апреля  Роман Мартинес выиграл SD12 у  Диего Магдалено и защитил титул WBO.
- 8 апреля  Такаси Миура нокаутировал TKO9  Гамалиэля Диаса и завоевал титул чемпиона мира по версии WBC.
- 6 мая  Такаси Утияма нокаутировал KO5  Хайдера Парру и защитил титул чемпиона мира по версии WBA.
- 17 августа  Такаси Миура победил UD12  Серхио Томпсона и защитил титул чемпиона мира по версии WBC.
- 23 августа  Архенис Мендес свёл вничью защиту титула IBF в бою с  Арашем Усмани.
- 31 декабря  Такаси Миура победил TKO9  Данте Хардона и защитил титул чемпиона мира по версии WBC.

### Полулёгкий вес
- 19 января  Мигель Анхель Гарсия победил  Орландо Салидо, и стал новым чемпионом мира по версии WBO, и выиграл вакантный титул чемпиона мира по версии The Ring.
- 2 марта  Евгений Градович победил SD  Билли Диба и стал новым чемпионом мира по версии IBF.
- 4 мая  Абнер Марес нокаутировал TKO9  Даниэля Понсе Де Леона и стал новым чемпионом мира по версии WBC.
- 27 июля  Евгений Градович победил UD12  Маурисио Муньоса и защитил титул чемпиона IBF.
- 24 августа  Джонни Гонсалес сенсационно нокаутировал KO1 небитого  Абнера Мареса, и стал новым чемпионом мира по версии WBC.
- 12 октября  Орландо Салидо, победив TKO7  Орландо Круса, завоевал вакантный титул чемпиона мира по версии WBO.

### Второй легчайший вес
- 16 февраля  Хонатан Ромеро победил SD12  Алехандро Лопеса и завоевал вакантный титул IBF.
- 13 апреля в объединительном бою чемпион мира по версии WBA,  Гильермо Ригондо победил UD чемпиона WBO и The Ring  Нонито Донэра.
- 20 апреля  Виктор Террасас победил SD12  Кристиана Михареса и завоевал вакантный титул WBC.
- 17 августа  Кико Мартинес нокаутировал TKO6  Хонатана Ромеро и завоевал титул IBF.
- 24 августа  Лео Санта Крус нокаутировал TKO3  Виктора Террасаса и выиграл титул чемпиона мира по версии WBC.
- 5 октября  Скотт Куигг защитил титул чемпиона мира по версии WBA, сведя вничью MD бой против  Йоандриса Салинаса.
- 23 ноября  Скотт Куигг защитил титул чемпиона мира по версии WBA, победив TKO2  Диего Оскара Сильву.

### Легчайший вес
- 2 марта  Паулюс Амбунда победил UD12  Пунглуанга Сор Сингью и завоевал чемпионский пояс WBO.
- 7 апреля  Коки Камеда защитил свой титул WBA, победив SD12  Паномроонглека Кайянгадаоджима.
- 8 апреля  Синсуке Яманака нокаутировал TKO12  Малкольма Тунакао и защитил титул чемпиона мира по версии WBC.
- 11 мая  Джейми МакДоннелл победил MD12  Хулио Сейху и завоевал вакантный титул чемпиона мира по версии IBF.
- 23 июля  Коки Камеда победил UD12  Джона Апполинарио и защитил свой титул WBA.
- 1 августа  Томоки Камеда победил UD12  Паулюса Амбунду и завоевал титул чемпиона мира по версии WBO.
- 12 августа  Синсуке Яманака нокаутировал TKO1  Хосе Ньевеса и защитил титул WBC.
- 19 ноября  Коки Камеда победил SD12  О Чжон Сона и защитил титул чемпиона мира по версии WBA.

### Второй наилегчайший вес
- 3 мая  Срисакет Сор Рунгвисаи нокаутировал TKO8  Йота Сато и завоевал титул чемпиона мира по версии WBC.
- 6 мая  Либорио Солис победил MD12  Кохеи Коно и завоевал титул WBA.
- 25 мая  Омар Андрес Нарваэс, победив SD12  Фелипе Орукуту, защитил звание чемпиона мира по версии WBO.
- 8 июня  Хуан Карлос Санчес победил UD12  Роберто Сосу, но был лишён титула IBF из-за того, что не смог уложиться в рамки весовой категории.
- 24 августа  Омар Андрес Нарваэс нокаутировал TKO10  Хироюки Хисатаку в восьмой раз защитил звание чемпиона мира по версии WBO.
- 3 сентября  Даики Камеда победил UD12  Родриго Герреро и завоевал вакантный титул чемпиона IBF.
- 16 ноября  Срисакет Сор Рунгвисаи победил RTD9  Хирофуми Мукаи и защитил титул чемпиона мира по версии WBC.

### Наилегчайший вес
- 27 февраля  Хуан Карлос Ревеко победил UD12  Масаюки Кироду и завоевал титул Регулярного чемпиона мира по версии WBA.
- 6 апреля  Хуан Франсиско Эстрада выиграл SD12 у  Брайан Вилории и стал чемпионом мира по версии WBO и Супер чемпиона WBA.
- 8 апреля  Акира Яэгаси победил UD12  Тосиюки Игараси и завоевал титул чемпиона мира по версии WBC и журнала The Ring.
- 22 июня  Хуан Карлос Ревеко нокаутировал TKO8  Улисеса Лару и защитил свой титул Регулярного чемпиона WBA.
- 27 июля  Хуан Франсиско Эстрада победил UD12  Милана Мелиндо и защитил свои титулы WBO и Суперчемпиона WBA.
- 12 августа  Акира Яэгаси, победив UD12  Оскара Бланкета, защитил свои титулы WBC и журнала The Ring.
- 12 октября  Хуан Карлос Ревеко победил TD8  Рикардо Нуньеса и защитил свой титул Регулярного чемпиона WBA.

### Первый наилегчайший вес
- 12 января  Адриан Эрнандес победил UD12  Дирсеу Кабарка и защитил свой чемпионский титул по версии WBC.
- 2 марта  Донни Ньетес свёл вничью поединок против  Мойсеса Фуэнтеса и сохранил титул чемпиона мира по версии WBO.
- 16 марта  Джонриэль Касимеро победил UD12  Луиса Альберта Риоса и защитил титул чемпиона мира по версии IBF.
- 8 мая  Казуто Иока нокаутировал KO9  Висану Кокьетджима и защитил свой титул Регулярного чемпиона WBA.
- 11 мая  Адриан Эрнандес победил UD12  Ядера Кардозу и во второй раз защитил титул чемпиона мира по версии IBF.
- 31 августа  Адриан Эрнандес нокаутировал TKO4  Ацуси Какутани и в третий раз защитил титул чемпиона мира по версии IBF.
- 7 сентября  Мойсес Фуэнтес нокаутировал TKO1  Луиса де ла Росу и завоевал временный титул чемпиона мира по версии WBO.
- 11 сентября  Казуто Иока нокаутировал KO7  Квантая Ситморсенга и во второй раз защитил свой титул регулярного чемпиона WBA.
- 26 октября  Джонриэль Касимеро нокаутировал TKO11  Фелипе Сальгейро и в третий раз защитил титул IBF.

### Минимальный вес
- 9 марта  Мерлито Сабильо нокаутировал TKO8  Луиса де ла Росу и завоевал титул временного чемпиона по версии WBO.
- 30 марта  Кацунари Такаяма победил UD12  Марио Родригеса и выиграл титул IBF.
- 8 мая  Рио Миядзаки нокаутировал TKO5  Карлоса Веларде и защитил титул чемпиона мира по версии WBA.
- 28 июня  Сюн Чжаочжун победил MD12  Денвера Куэльо и защитил свой титул WBC.
- 13 июля  Мерлито Сабильо нокаутировал TKO9  Хорле Эстраду и защитил свой титул чемпиона мира по версии WBO.
- 11 сентября  Рио Миядзаки победил MD12  Хесуса Сильвестра и во второй раз защитил титул WBA.

## Награды
- Боксёр года —  Адонис Стивенсон
- Бой года —  Тимоти Брэдли UD  Руслан Проводников
- Нокаут года —  Адонис Стивенсон KO1  Чэд Доусон
- Апсет года —  Маркос Рене Майдана UD  Эдриэн Бронер
- Возвращение года —  Маркос Рене Майдана
- Событие года — Флойд Мэйвезер — Сауль Альварес
- Раунд года — награда не вручалась
- Проспект года —  Василий Ломаченко